# محطة ساكوراغيتشو

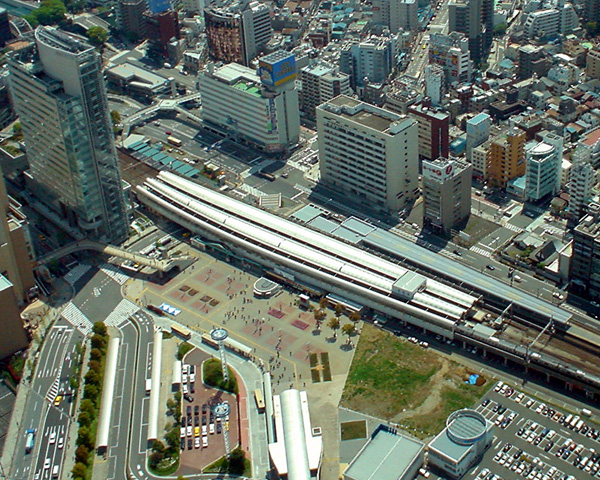
صورة محطة ساكوراغيتشو من أعلى برج لاندمارك

محطة ساكوراغيتشو (باليابانية: 桜木町駅 ساكوراغيتشو-إكه) هي محطة سكة حديد في حي ناكا، يوكوهاما اليابان.

## تاريخ
تعتبر محطة ساكوراغيتشو واحدة من أقدم محطات سكة الحديد في اليابان، افتتحت في 12 يونيو 1872 باسم محطة يوكوهاما عندما وصلت مع شيناغاوا في طوكيو. ثم غير اسمها إلى ساكوراغيتشو عام 1915 عندما افتتحت محطة يوكوهاما.

## معرض صور

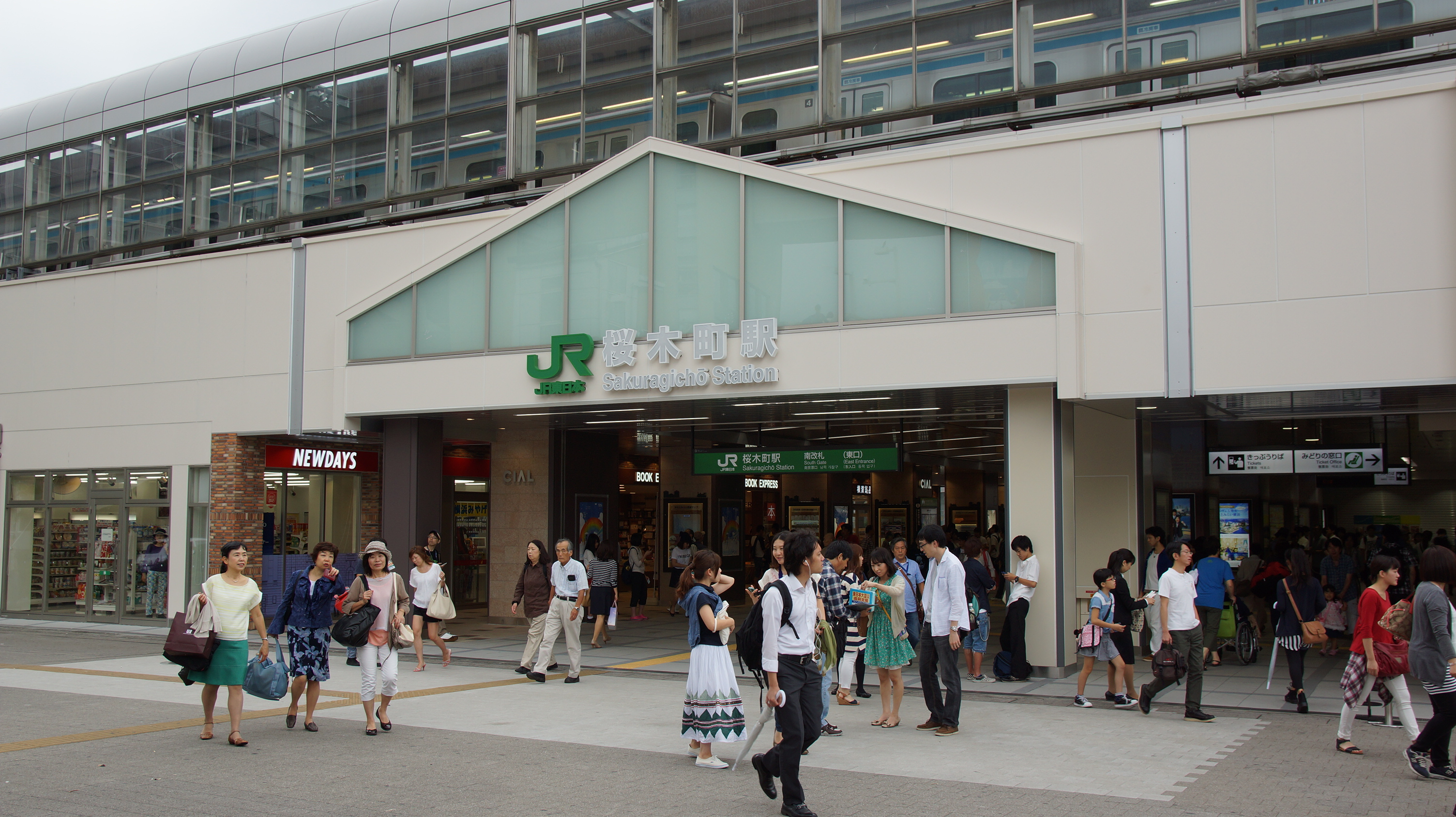
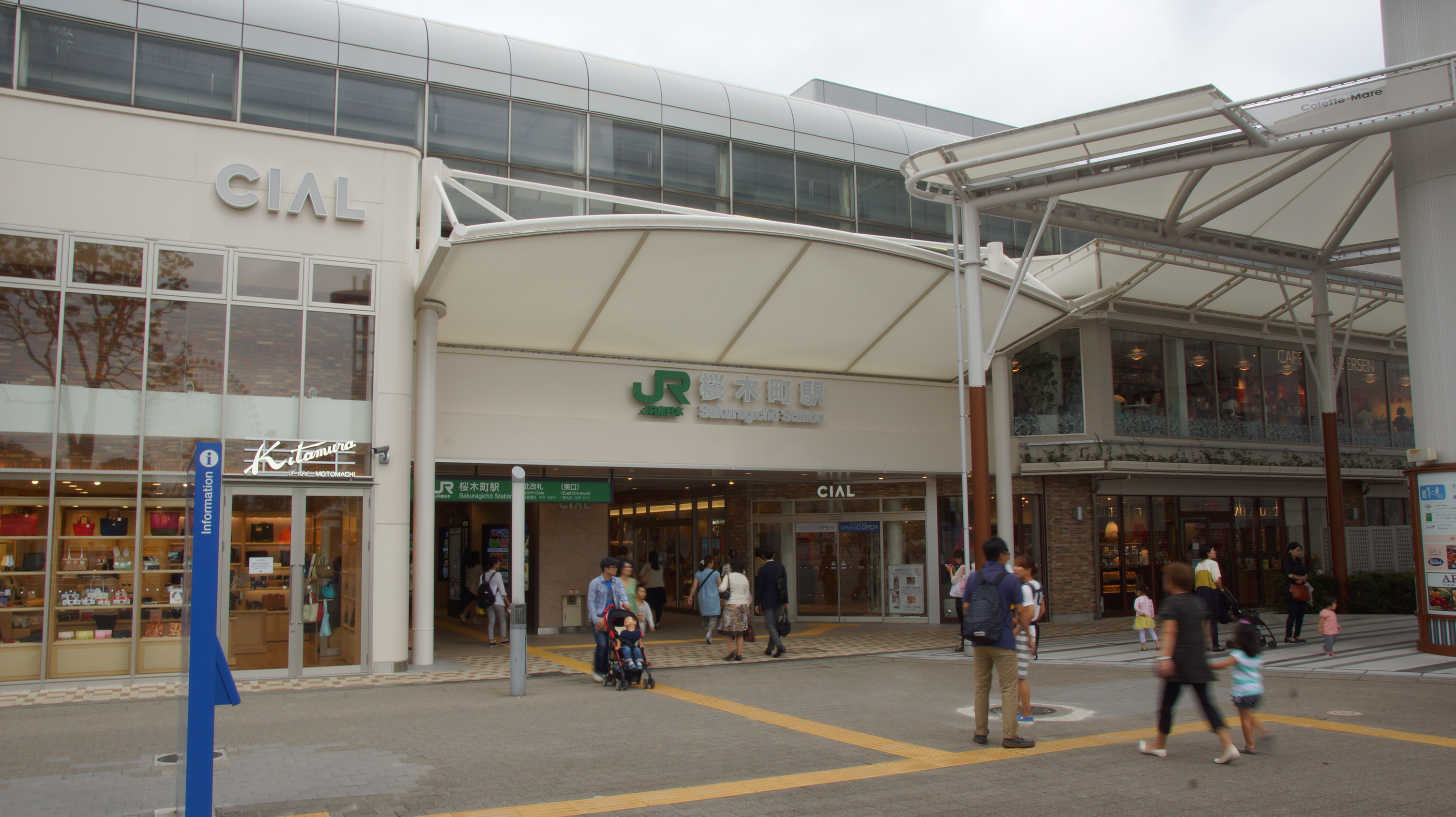
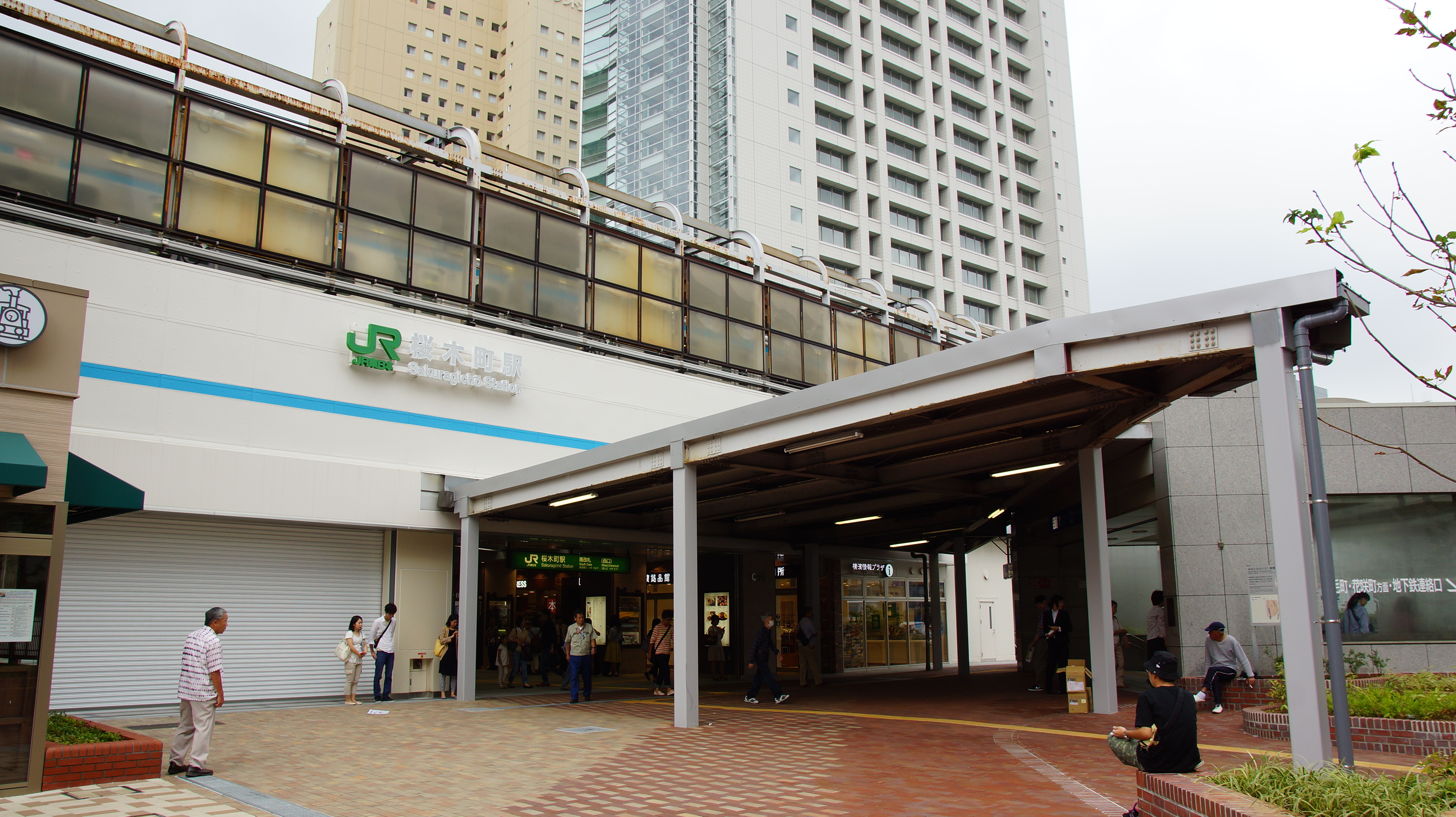
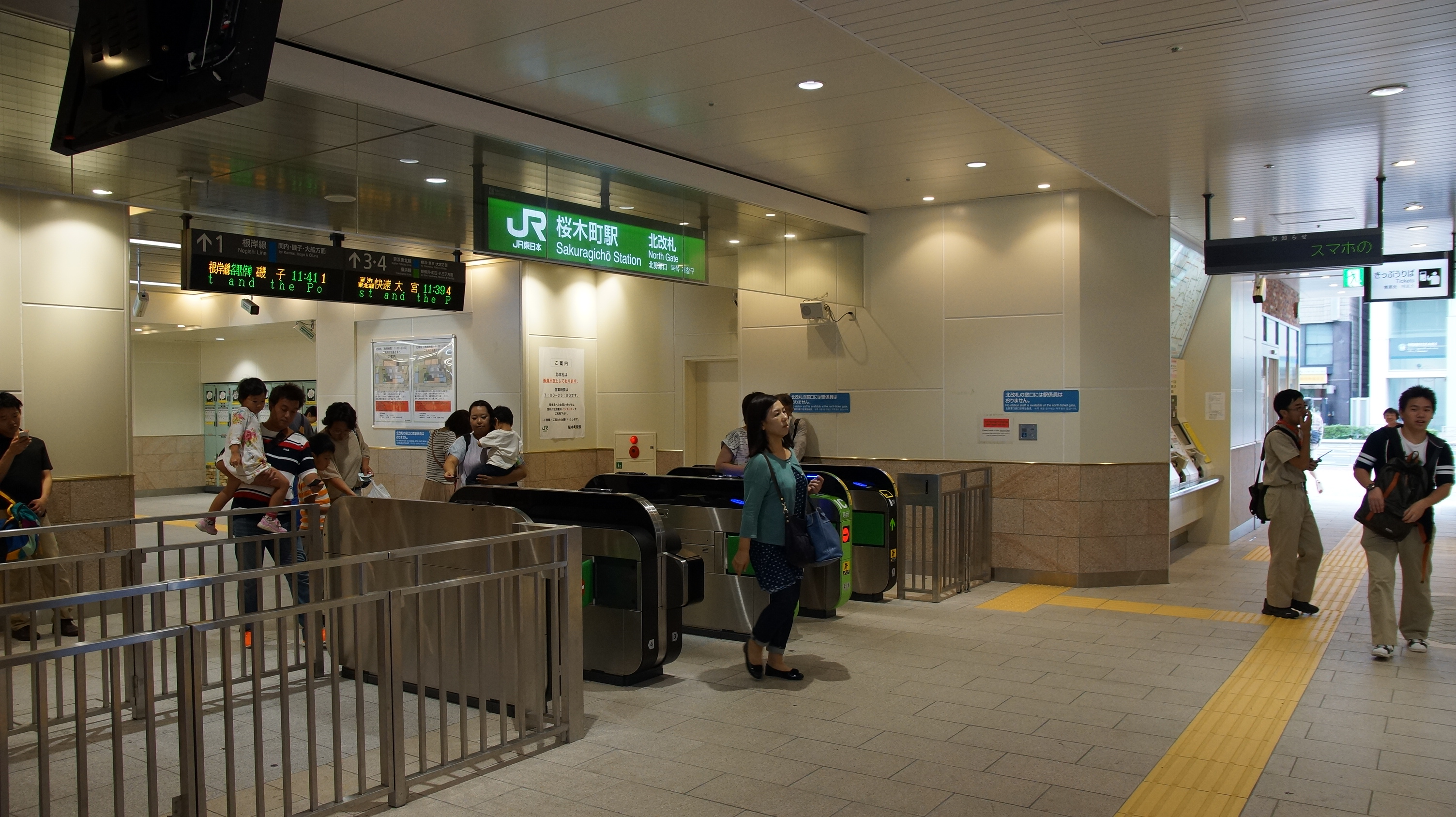
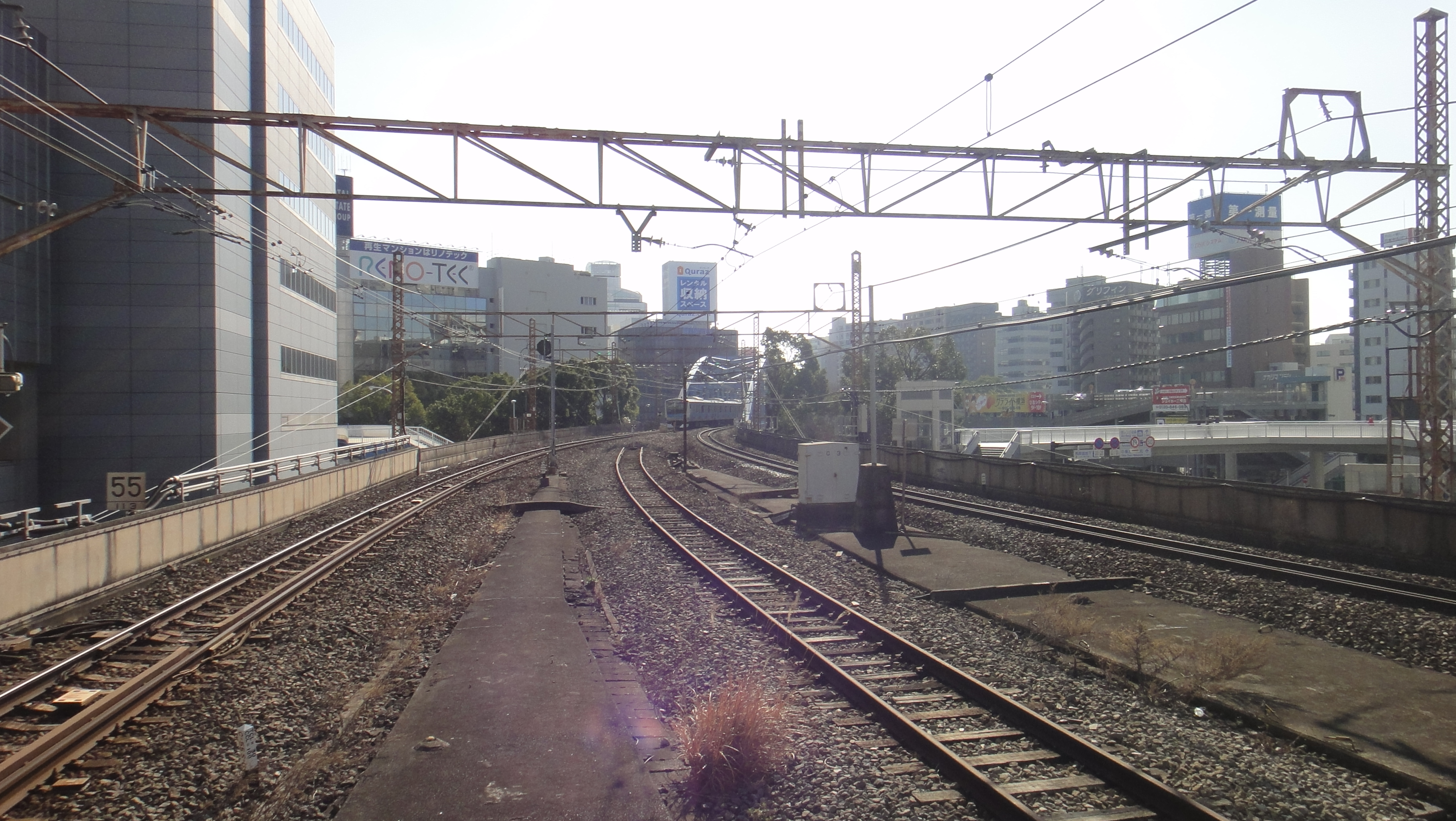
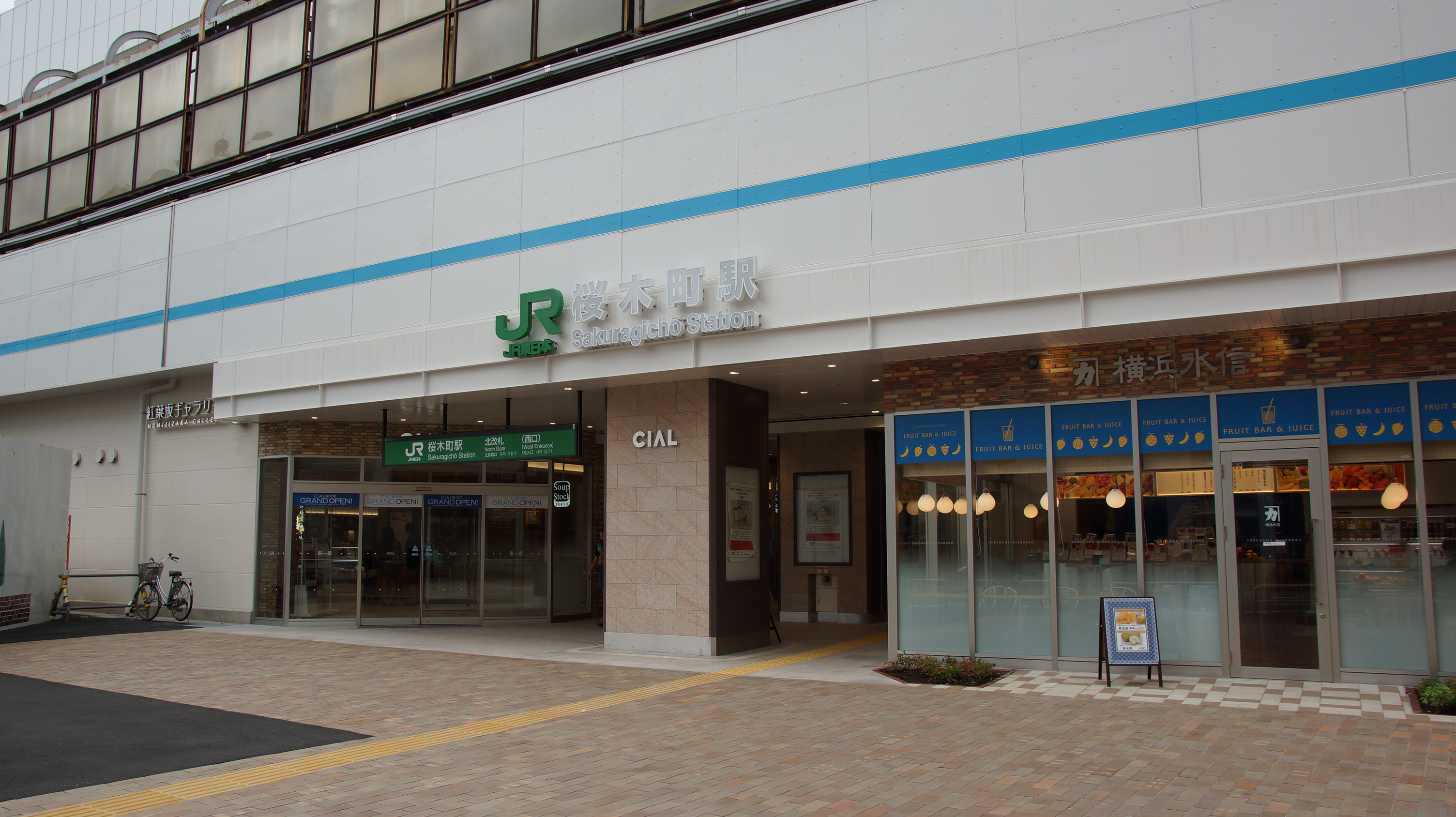